# قلب را نیشگون نگیرید
قلب را نیشگون نگیرید (به تامیلی: Nenjathai Killathe) و (به انگلیسی: Don't Pinch the Heart) فیلمی هندی محصول سال ۱۹۸۰ و به کارگردانی ماهاندران است. در این فیلم بازیگرانی همچون سوهاسینی مانیراتنام، سارات بابو، پراتاب بوتن و موهان ایفای نقش کرده‌اند.